# Sheyang
Sheyang är ett härad i Yanchengs stad på prefekturnivå i Jiangsu-provinsen i östra Kina. Orten har en 103 km lång kustremsa med Gula havet.